# Dragoljub Velimirović
Dragoljub Velimirović (serbio cirílico: Драгољуб Велимировић; Valjevo, Serbia 12 de mayo de 1942 -  Belgrado, Serbia 22 de mayo de 2014) fue un gran maestro de ajedrez serbio (antigua Yugoslavia).

## Muerte y elogios
Dragoljub Velimirović murió en Belgrado a la edad de 72 años después de una prolongada enfermedad. Fue sobrevivido por su esposa; otra familia no se conoce. La madre de Velimirović "Jovanka" (1910-1972), fue una jugadora líder en Yugoslavia. Se realizó una ceremonia en honor de Velimirović el 26 de mayo de 2014.